# Хувахендху
Хувахе́ндху (мальд. ހުވަހެންދޫ, англ. Huvahendhoo) — остров в центральной части Мальдив в составе атолла Алиф-Дхаал. Площадь — 0,066 км², длина около 600 метров, максимальная ширина — 110 метров. Постоянного населения не имеет. На острове находится гостиница, оборудован морской курорт.
За период использования острова в курортных целях ландшафт Хувахендху претерпел существенные изменения. К острову пристроен крупный комплекс свайных сооружений. Значительно расширен растительный покров, в т. ч. за счёт интродукции новых видов деревьев и кустарников. Предпринимаются меры по противодействию естественному размыванию прибрежных участков территории.

## Физико-географическая характеристика

### Географическое положение и размеры
Хувахендху расположен в центральной части Мальдивского архипелага в составе атолла Алиф-Дхаал, который также известен как Южный Ари. Как и все острова западной и внутренней частей Мальдив, омывается водами Аравийского моря, относящегося к акватории Индийского океана.
Находится на юго-востоке атолла примерно в 2 км к западу от его внешнего рифа. Напротив восточной оконечности острова во внешнем рифе атолла имеется разрыв шириной около километра, имеющий название пролив Хувахендху.
В этой части Алиф-Дхаала острова тянутся неравномерной грядой, как правило, образуя небольшие группы, и Хувахендху является наиболее северным в одной из таких островных групп. Если ближайший остров к северу — достаточно крупный Махибадху, на котором расположен административный центр атолла — отстоит от него примерно на 15 км, то южные «соседи» находятся значительно ближе. Уже примерно в 700 метрах к югу от него расположен многократно меньший по площади безымянный островок искусственного происхождения. Ближайшей естественной сушей является сопоставимый с Хувахендху по площади и также необитаемый остров Виламендху, расположенный чуть более, чем в 2 км к югу, а ближайшей обитаемой территорией — примерно вчетверо больший остров Дхангети, расположенный в 5 км к югу. Расстояние до столицы Мальдив Мале, которая находится от Хувахендху к северо-востоку, составляет более 80 км.
Площадь Хувахендху составляет 0,66 км². Он вытянут с западо-юга-запада на востоко-северо-восток и имеет достаточно ровную продолговатую форму. Длина острова составляет около 600 метров, максимальная ширина — 110 метров. Рельеф максимально ровный, низменный. Берега пологие, к юго-западу от острова имеется достаточно протяжённая отмель.

### Природные условия
Остров относится к зоне муссонного тропического климата, для которого характерны весьма небольшие колебания температуры воздуха — как в течение года, так и в пределах суток. Максимальная среднесуточная температура обычно фиксируется в мае (около 29 °C), минимальная — с декабря по февраль (около 26 °C). Достаточно чётко выражены более дождливый и более сухой сезоны, обусловленные, соответственно, периодами юго-западного муссона (с апреля—мая по октябрь—ноябрь) и северо-восточного муссона (с ноября—декабря по март—апрель). Годовая норма осадков — около 2200 мм, наибольший объём осадков обычно наблюдается в мае и октябре (средний показатель около 320 мм), наименьший — в феврале (средний показатель менее 30 мм).
Как и другие острова Мальдивского архипелага, Хувахендху сформирован наносами кораллового песка. Исследования его геологического строения, а также морских течений позволяют предположить, что намыв песка происходил с северо-восточной стороны. В настоящее время в результате приливно-отливных перемещений воды отдельные участки побережья подвергаются эрозии. Остров со всех сторон окружён коралловым рифом, ширина которого весьма неравномерна: от нескольких метров у северо-восточной оконечности до нескольких сотен метров у юго-западной. Экологическая обстановка на острове и в окружающей его морской акватории считается вполне благополучной.
После того, как остров начал использоваться в курортных целях, его ландшафт систематически подвергается антропогенному воздействию, что, прежде всего, относится к растительности. С середины 1990-х годов растительный покров был значительно расширен, в том числе за счёт интродукции новых ботанических видов: озеленён периметр прибрежной зоны и юго-западная оконечность острова, прежде не имевшие растительности. Всего присутствует 16 видов деревьев и кустарников. Наиболее многочисленным из них является кокосовая пальма: на Хувахендху произрастают более 80 деревьев этого вида, наиболее крупные из которых имеют высоту более 7 метров. Также достаточно многочисленны представители видов гибискус липовидный (более 40 экземпляров, до 8 метров высотой), геттарда великолепная (35 экземпляров, более 5 метров высотой), Scaevola taccada (более 30 экземпляров, до 6 метров высотой), Thespesia populnea (15 экземпляров, до 5 метров высотой). Самыми высокими деревьями острова являются встречающиеся в единичных экземплярах калофиллумы волокнистолистные, достигающие высоты 9 метров. Деревья в основном превалируют во внутренней части острова, тогда как для приливно-отличной зоны побережья характерны невысокие густые мангровые заросли.
Фауна собственно острова не очень богата. Относительно многочисленны птицы: встречаются серые цапли, зелёные кваквы, белогрудые погоныши, чайки. Водятся индийские летучие лисицы, различные ящерицы. При этом весьма большим богатством и многообразием видов отличается ихтиофауна окружающей остров морской акватории. Из наиболее крупных морских обитателей регулярно встречаются китовые и рифовые акулы, манты и другие скаты, морские черепахи.

## Хозяйственное использование

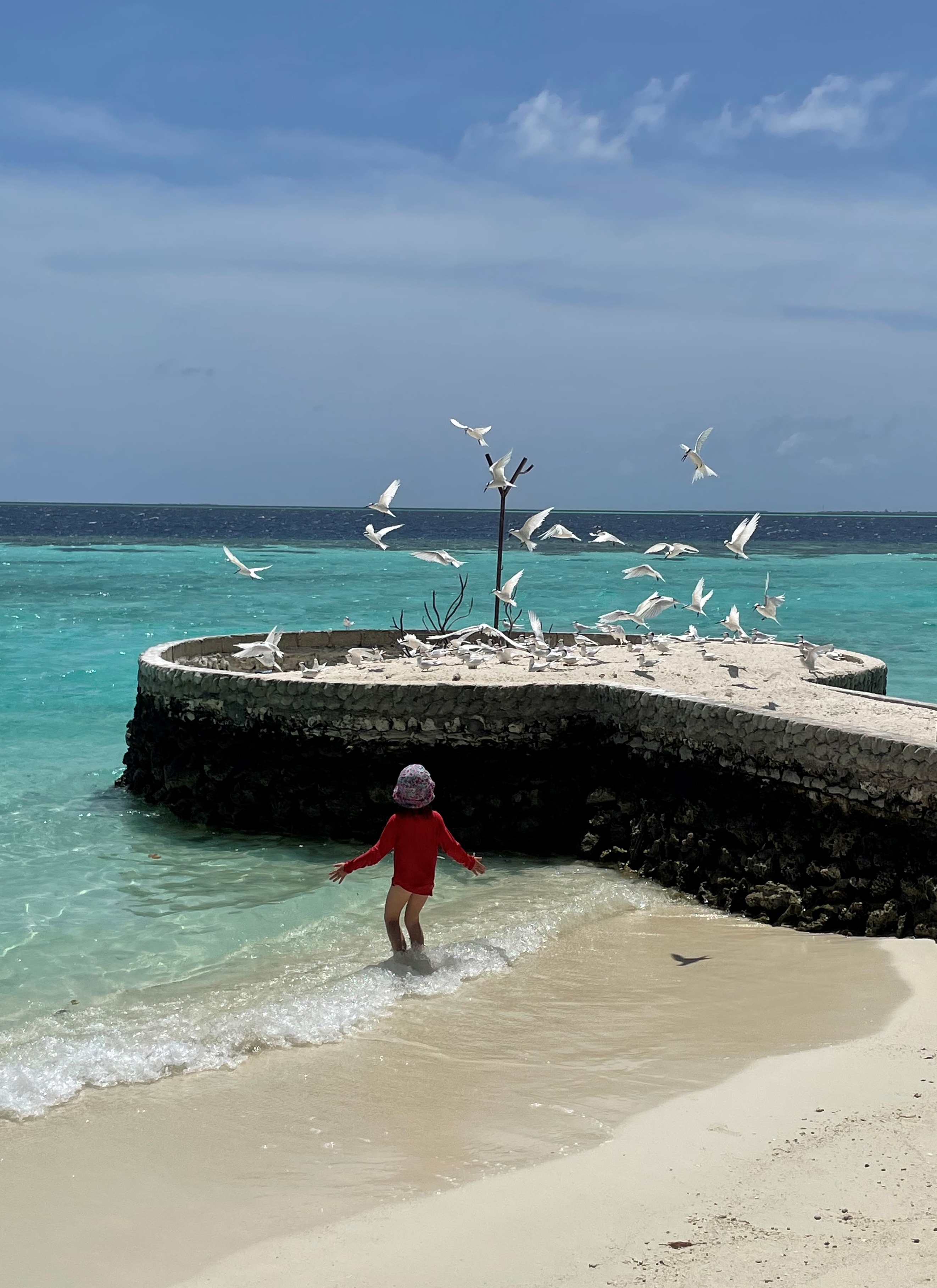
Чайки над волнорезом. Северный берег острова

Хувахендху никогда не имел постоянного населения и до 1990-х годов не использовался в хозяйственных целях. В мае 1993 года остров был передан правительством Мальдив в аренду частной коммерческой структуре — мальдивской группе компаний «Lily» для строительства гостинично-курортного комплекса, который был открыт в ноябре 1994 года. После реновации, проводившейся с февраля 2008 года по март 2009 года, он приобрёл свой современный вид и наименование — «Lily Beach Resort & Spa».
Большая часть территории острова занята гостиничной застройкой и курортной инфраструктурой. Как и на абсолютном большинстве других мальдивских курортов, жилой фонд гостиницы сформирован не за счёт единого многоэтажного строения, а за счёт десятков небольших вилл, расположенных вдоль побережья. Кроме того, у западной оконечности Хувахендху на мелководье построен квартал вилл на сваях, соединённых с островом и между собой деревянными помостами, который по площади вполне сопоставим с территорией самого острова. Наряду с этим к северному побережью пристроен меньший по размеру комплекс свайных строений, предназначенных для оказания различных услуг постояльцам.

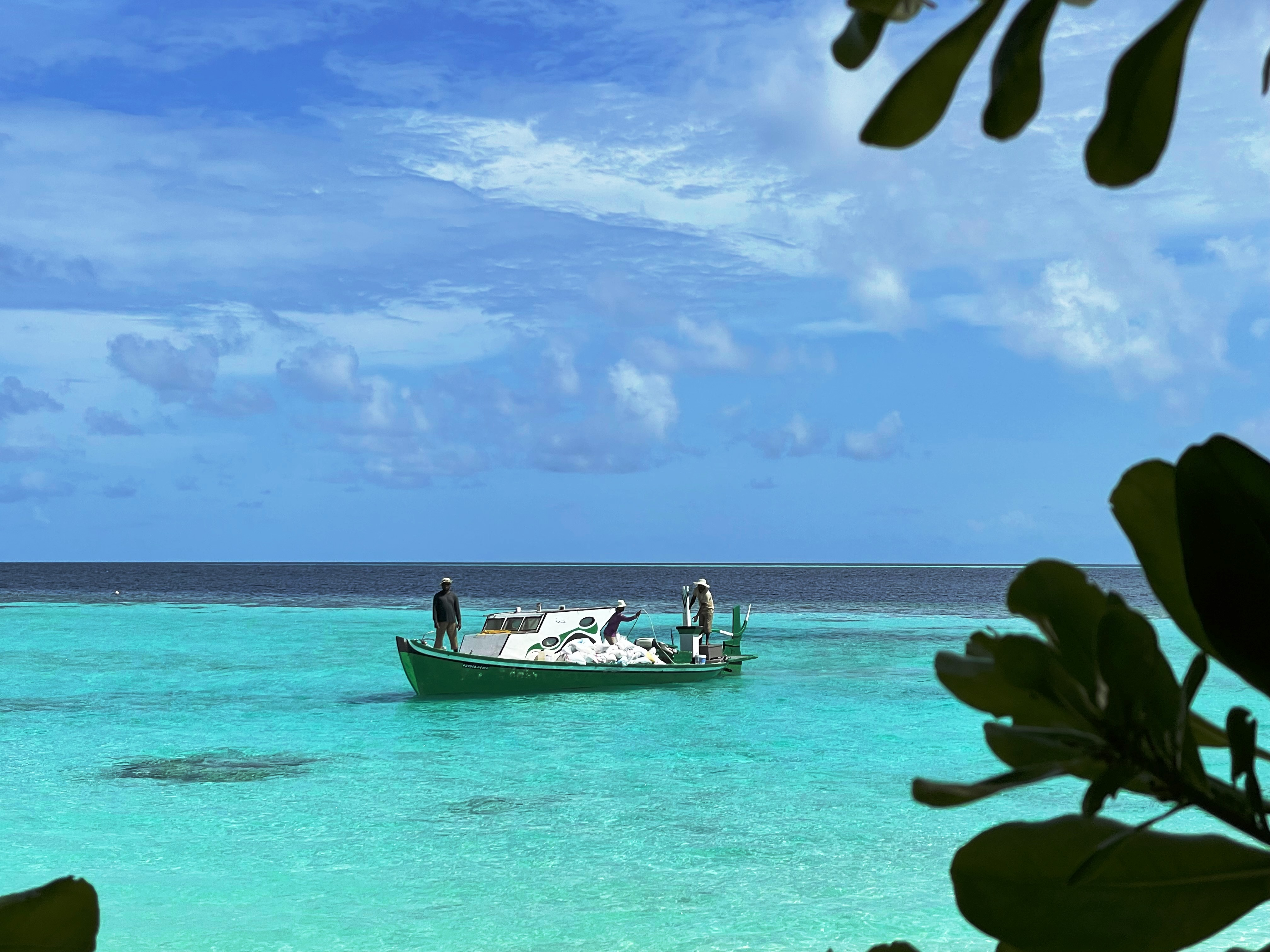
Доставка мешков с песком для укрепления берега Хувахендху

Весь период существования на острове курорта ведется активная борьба с размыванием его берегов. По периметру Хувахендху выстроены волнорезы, берега на подверженных эрозии участках укрепляются с помощью подпорных конструкций различной формы и мешков с песком. Периодически на пляжах производится подсыпка песка, доставляемого из-за пределов острова. 
На острове оборудованы два причала, способные принимать суда небольшого водоизмещения. Транспортное сообщение с внешним миром обеспечивается как по морю, так и по воздуху: в нескольких сотнях метров от южного берега Хувахендху у понтонной площадки регулярно приводняются гидросамолёты мальдивской авиакомпании Trans Maldivian Airways.

## Галерея

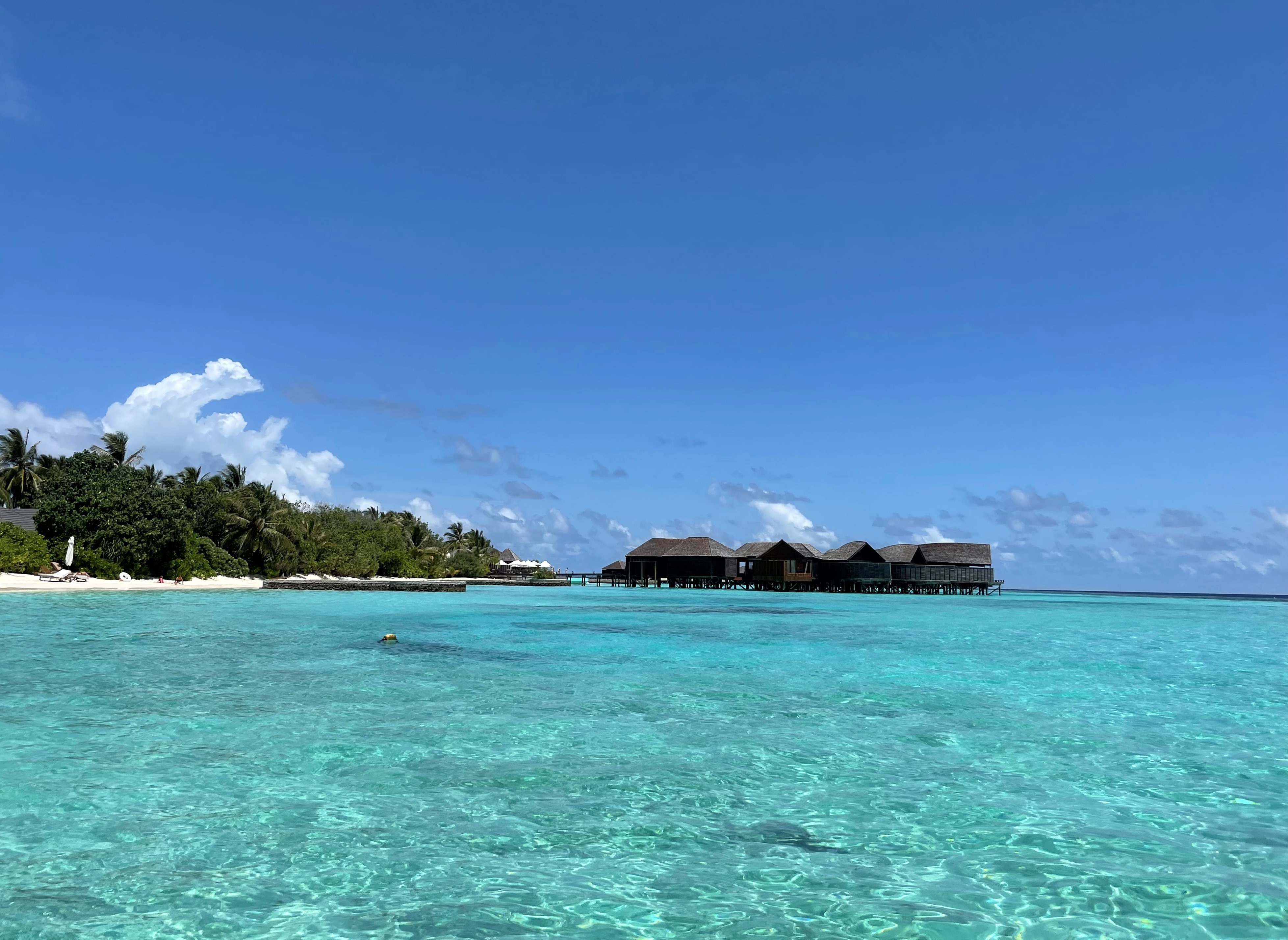
Комплекс свайных строений у северного берега
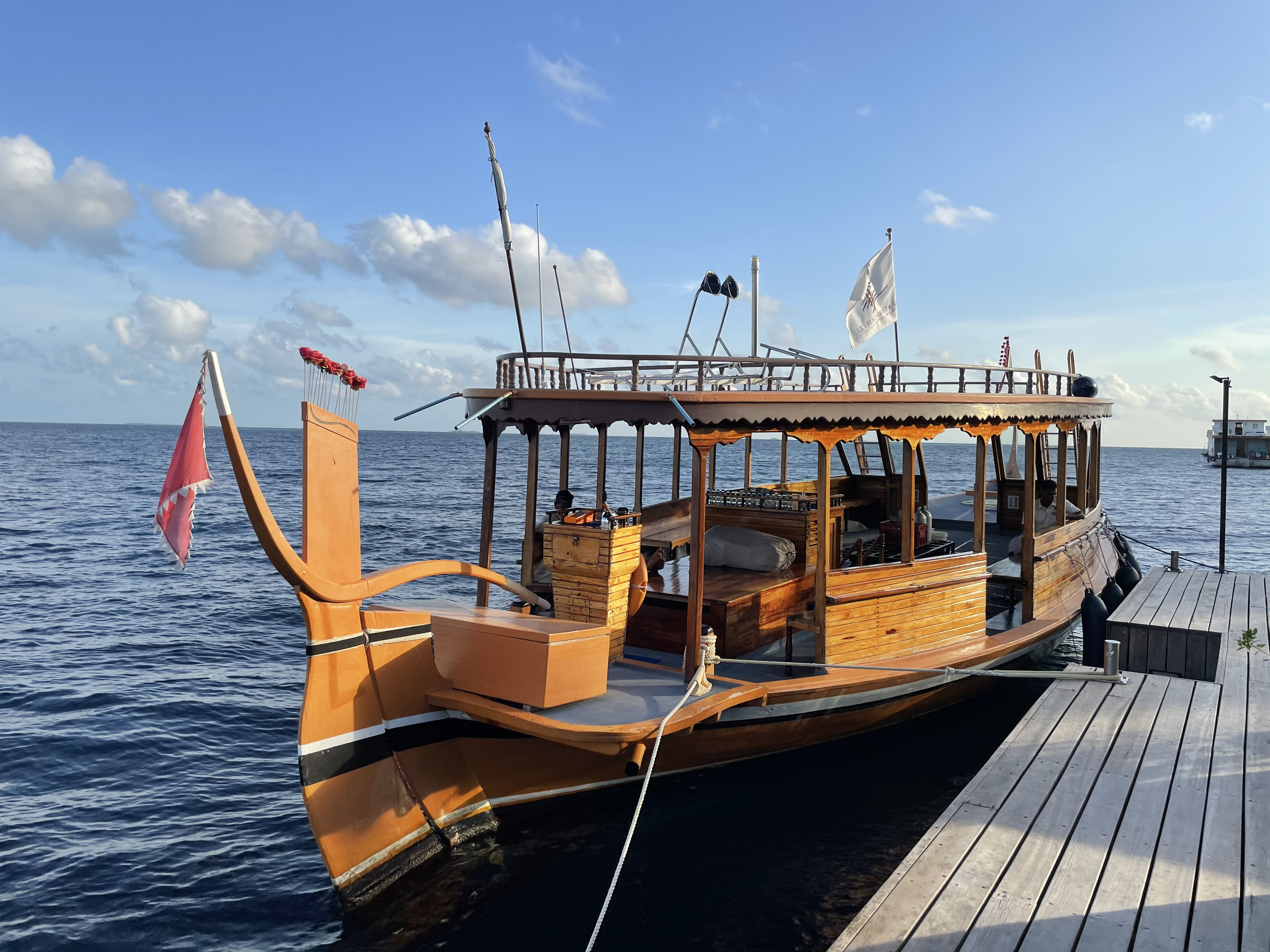
Дони - традиционное мальдивское судно у берега Хувахендху
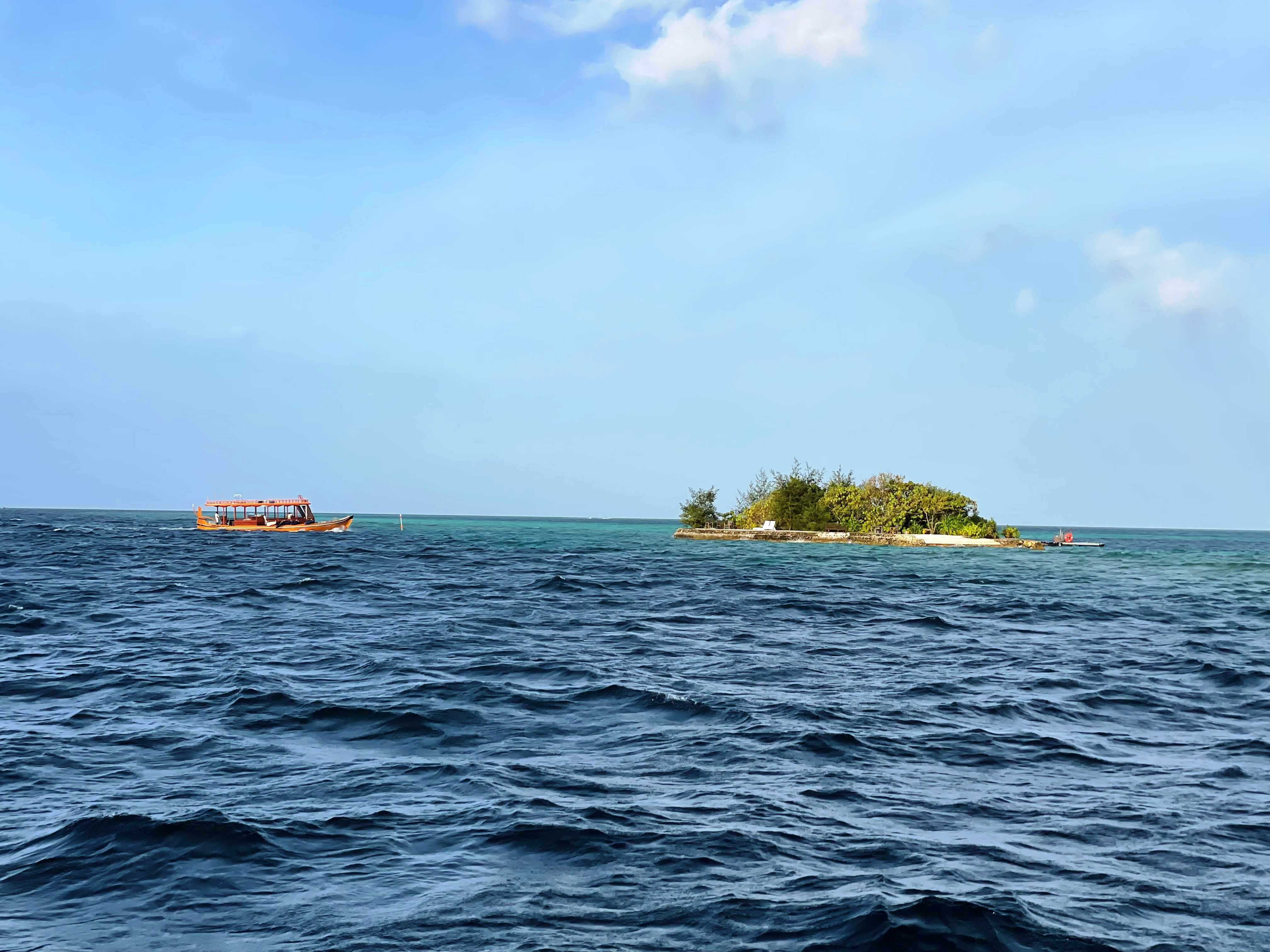
Островок у южного берега Хувахендху
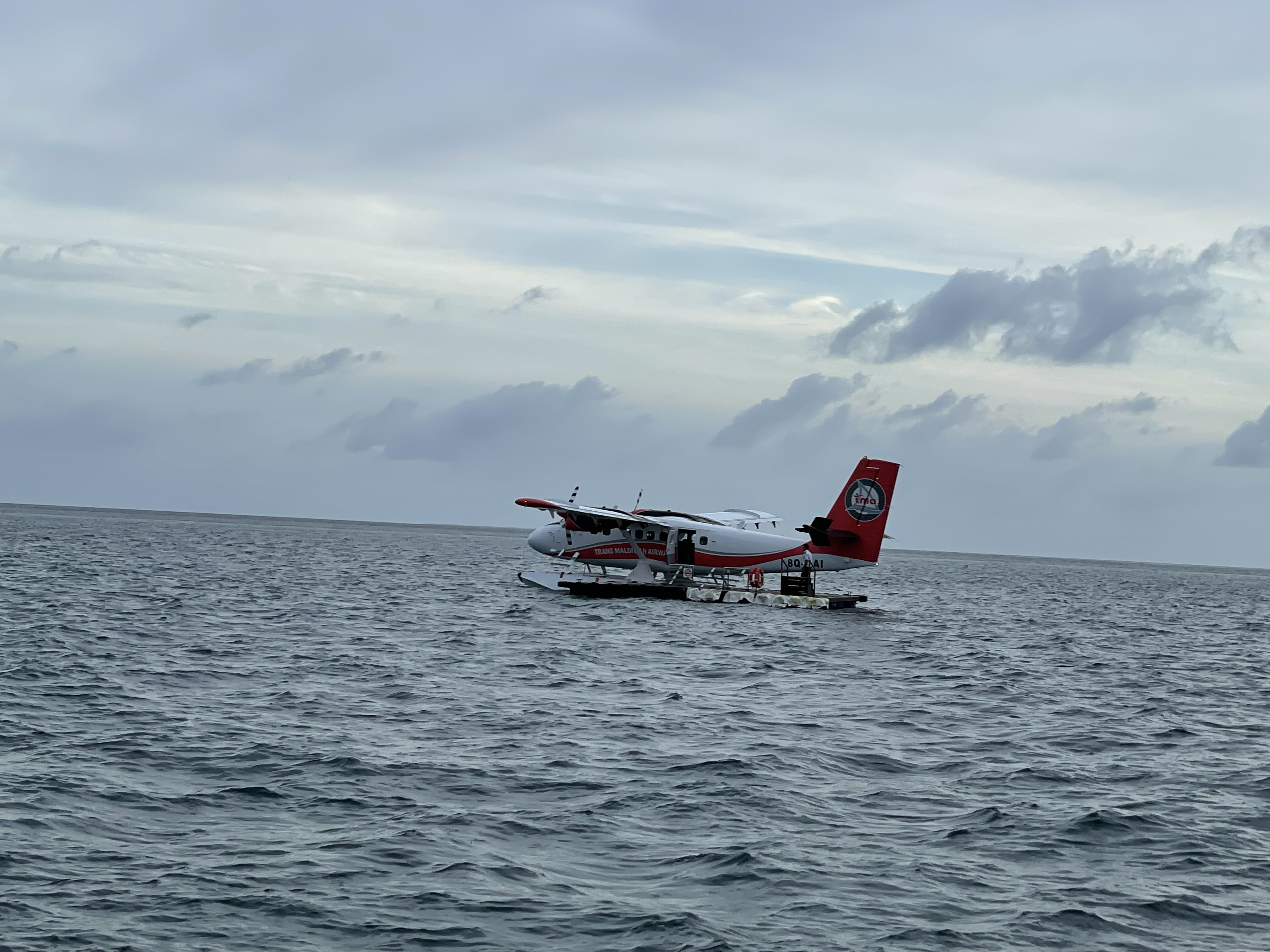
Гидросамолёт авиакомпании TMA, приземляющийся у Хувахендху
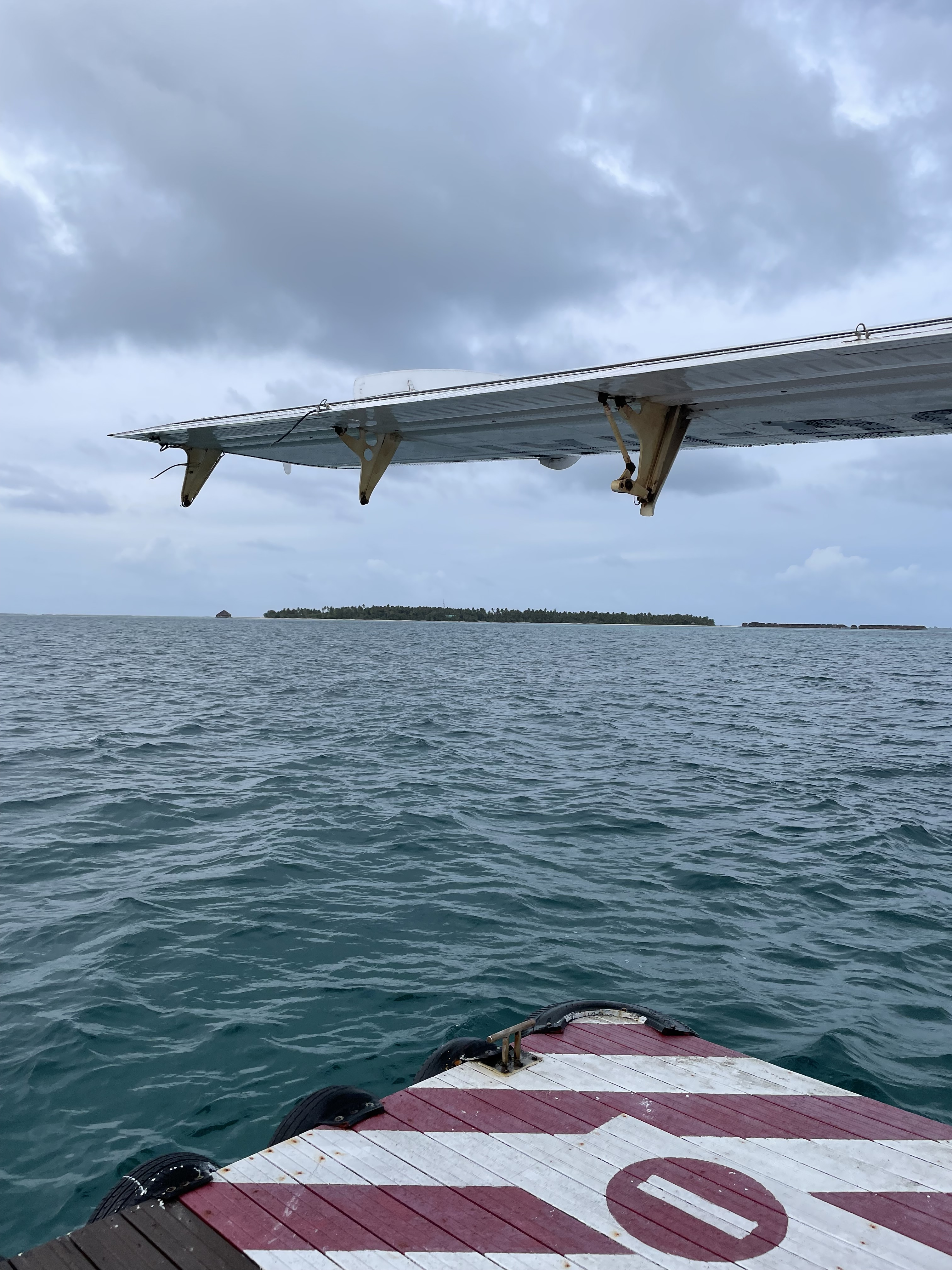
Вид на остров с места посадки гидросамолётов
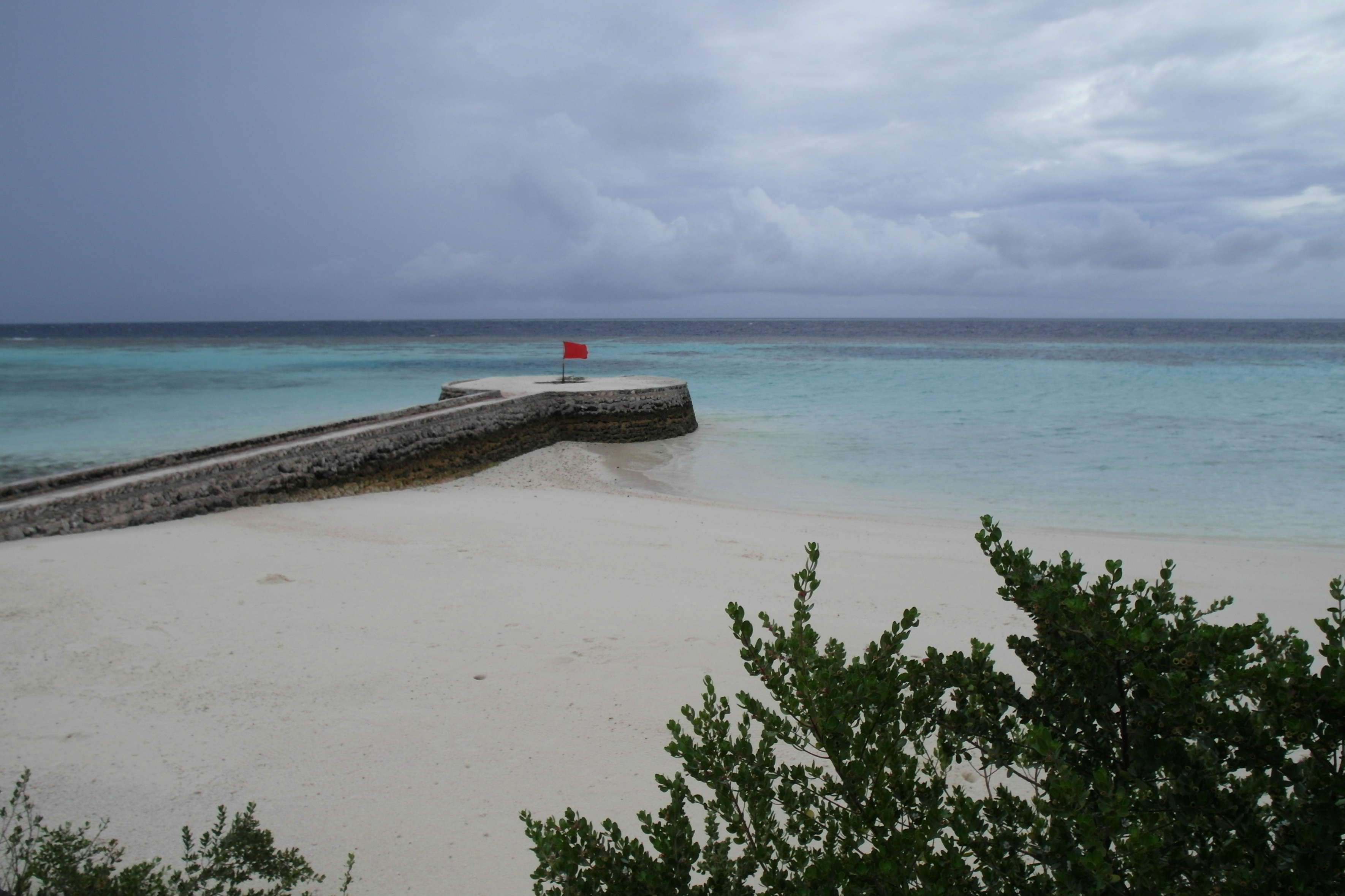
Волнорез на острове
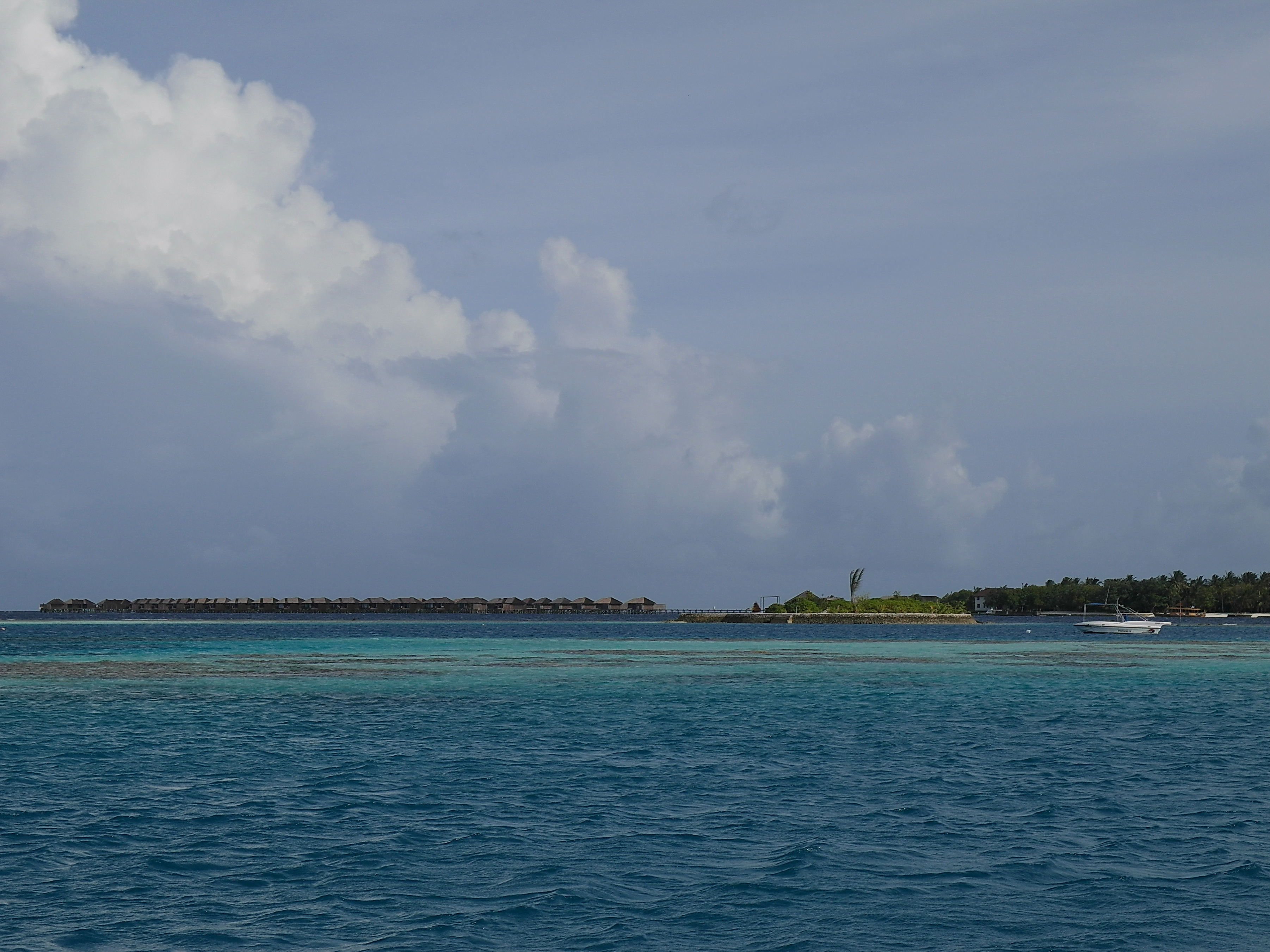
Квартал вилл на сваях у южной оконечности острова
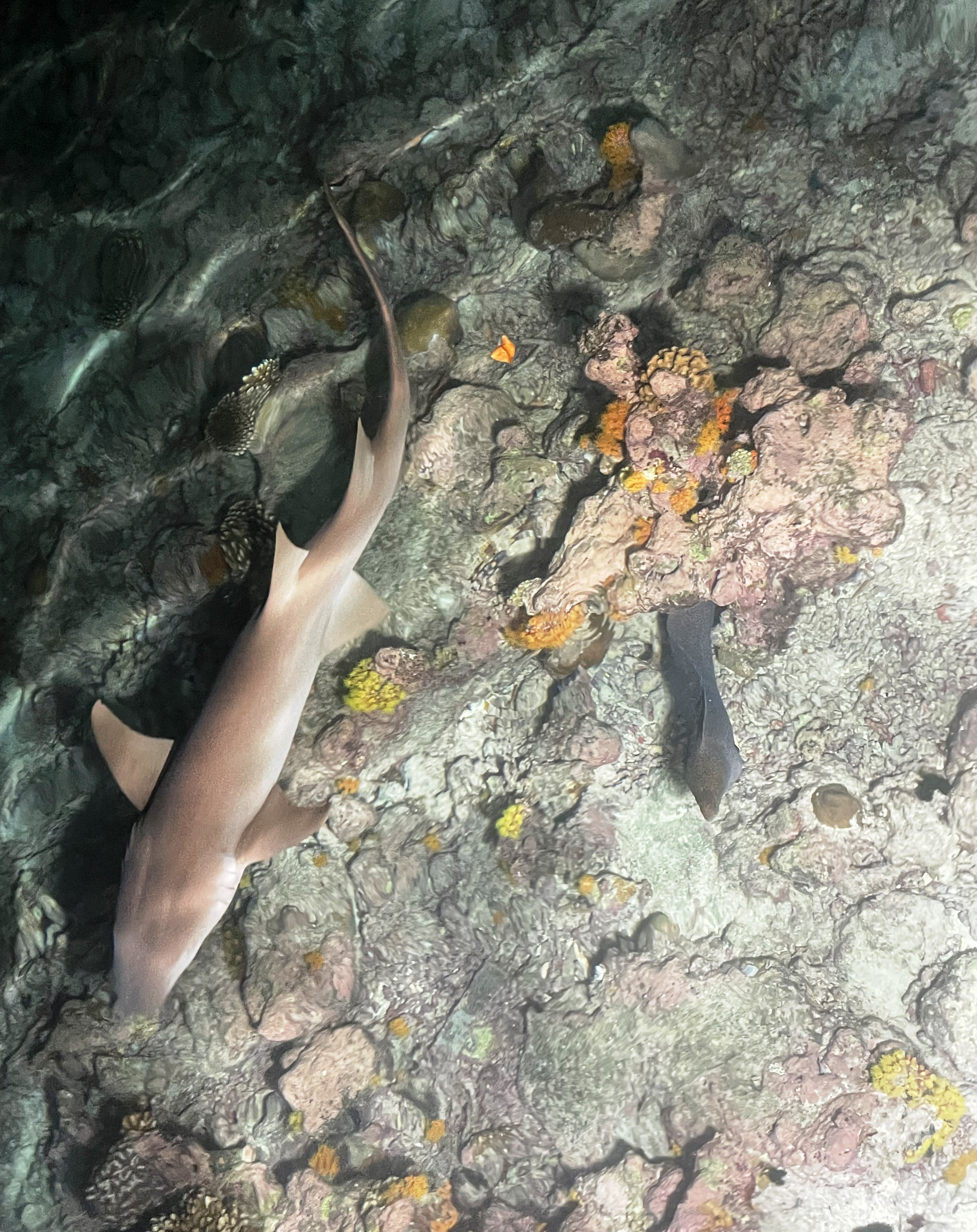
Рифовая акула и мурена Gymnothorax breedeni у берега